# At First Sight (1917)
At First Sight is een Amerikaanse filmkomedie uit 1917 onder regie van Robert Z. Leonard.

## Verhaal
De beroemde romanschrijver Hartly Poole gaat op retraite op het platteland. Daar maakt hij kennis met zijn grote bewonderaarster Justina, die op het punt staat om te trouwen met een oplichter. Nadat Justina en Hartly verliefd zijn geworden, gaat ze beseffen dat haar verloofde alleen maar uit is op haar geld.

## Rolverdeling
| Acteur              | Personage        |
| ------------------- | ---------------- |
| Mae Murray          | Justina          |
| Sam Hardy           | Hartly Poole     |
| Jules Raucourt      | Paul             |
| Julia Bruns         | Nell             |
| William T. Carleton | Mijnheer Chaffin |
| Nellie Lindrith     | Mevrouw Chaffin  |
| William J. Butler   | Sheriff          |
| Eddie Sturgis       | Hulpsheriff      |